# Dihlabeng
Dihlabeng (officieel Dihlabeng Local Municipality) is een gemeente in het Zuid-Afrikaanse district Thabo Mofutsanyane.
Dihlabeng ligt in de provincie Vrijstaat en telt 128.704 inwoners. Het gemeentebestuur is in Bethlehem gevestigd.

## Hoofdplaatsen
Het nationaal instituut voor de statistiek, Stats SA, deelt sinds de census 2011 deze gemeente in in 14 zogenaamde hoofdplaatsen (main place):
Bethlehem • Bohlokong • Clarens • Dihlabeng NU • Fateng Tse Ntsho • Fouriesburg • Kgubetswana • Mashaeng • Mautse • Old Location • Paul Roux • Rosendal • Thorisong • Vuka.